# Thomas R. Ball
Thomas Raymond Ball (* 12. Februar 1896 in New York City; † 16. Juni 1943 in Old Lyme, Connecticut) war ein US-amerikanischer Politiker. Zwischen 1939 und 1941 vertrat er den zweiten Wahlbezirk des Bundesstaates Connecticut im US-Repräsentantenhaus.

## Werdegang
Thomas Ball absolvierte die öffentlichen Schulen seiner Heimat. Danach besuchte er die Anglo-Saxon School in der französischen Hauptstadt Paris und die Heathcote School in Harrison (New York) sowie die Art Students League in New York City. Danach arbeitete er im Jahr 1916 als Designer. Während des Ersten Weltkrieges war er als Soldat der US-Armee in Europa eingesetzt. Nach dem Krieg zog Ball nach Old Lyme in Connecticut, wo er als Architekt arbeitete. Politisch wurde er Mitglied der Republikanischen Partei. Zwischen 1926 und 1938 gehörte er dem Schulausschuss der Gemeinde Old Lyme an. Außerdem war er Mitglied im Gemeinderat. Zwischen 1927 und 1937 saß Ball als Abgeordneter im Repräsentantenhaus von Connecticut.
Bei den Kongresswahlen des Jahres 1938 wurde er im zweiten Distrikt von Connecticut in das US-Repräsentantenhaus in Washington, D.C. gewählt. Dort trat er am 3. Januar 1939 die Nachfolge des Demokraten William J. Fitzgerald an, den er bei der Wahl geschlagen hatte. Da er aber bereits bei der nächsten Wahl gegen Fitzgerald unterlag, konnte er bis zum 3. Januar 1941 nur eine Legislaturperiode im Kongress absolvieren. Nach dem Ende seiner Zeit im Repräsentantenhaus widmete sich Thomas Ball wieder seinen privaten Geschäften in Old Lyme. Dort ist er im Jahr 1943 auch verstorben.